# HD 170580
HD 170580，又名BD+03 3727，SAO 123571、HR 6941，是一颗恒星，视星等为6.69，位于銀經34.13，銀緯6.6，其B1900.0坐标为赤經18h 25m 7s，赤緯+3° 6.6′ 55″。